# Andrzej Ehrenfeucht
Andrzej Ehrenfeucht (ur. 8 sierpnia 1932 w Wilnie) – amerykański matematyk polskiego pochodzenia. 

## Życiorys
W 1949 r. został laureatem pierwszej Olimpiady Matematycznej zorganizowanej z inicjatywy  Polskiego Towarzystwa Matematycznego. W 1950 r. zdał egzaminy maturalne w I Państwowym Liceum i Gimnazjum im. Mikołaja Kopernika w Łodzi. Dyplom magisterski uzyskał na Uniwersytecie Warszawskim. Studia doktoranckie odbył w Instytucie Matematyki Polskiej Akademii Nauk. 
Zięć Alfreda Tarskiego (poślubił jego córkę Inę). Znany m.in. z zaadapotowania idei Rolanda Fraïssé dotyczącej badania elementarnej równoważności modeli w języku teorii gier (gra Ehrenfeuchta–Fraïsségo). Popularyzator matematyki i informatyki wśród uczniów szkół średnich.
Dwóch jego uczniów Eugene Myers oraz David Haussler miało znaczący udział w projekcie badania genomu ludzkiego. Haussler i Myers razem z Haroldem Gabowem, Rossem McConnellem i Grzegorzem Rozenbergiem wygłosili odczyty na dwudniowym sympozium zorganizowanym z okazji 80. urodzin Ehrenfeuchta, które zostało zorganizowane przez University of Colorado w 2012.
Ehrenfeuchtowi poświęcono specjalne wydania dwóch czasopism. Z okazji jego 65. urodzin zrobiła to redakcja „Lecture Notes in Computer Science”, a z okazji 80. urodzin redakcja „Theoretical Computer Science”.